# Microascus albonigrescens
Microascus albonigrescens är en svampart som först beskrevs av Sopp, och fick sitt nu gällande namn av Curzi 1931. Microascus albonigrescens ingår i släktet Microascus och familjen Microascaceae.   Inga underarter finns listade i Catalogue of Life.